# Трилока
Трилока (санскр. त्रिलोक, IAST: triloka, кит. упр. 三世, палл. сань ши, «три мира») или трибхувана (санскр. त्रिभुवन, IAST: tribhuvana) — в индуистской и буддийской космологиях — три мира.
В индуизме:
- небеса — сварга (санскр. स्वर्ग, IAST: svarga);
- земля — бхуми (санскр. भूमि, IAST: bhūmi);
- подземное царство — патала (санскр. पाताल, IAST: pātāla).

В буддизме трехчастная модель мира, традиционная в индуизме, обычно заменяется на «три сферы» (тридхату) буддийского психокосмоса:
- сфера желаний (санскр. кама-дхату) — область грубого чувственного опыта обычных существ[2]: богов (дэва) сферы чувственного, полубогов (асура), людей, животных, голодных духов (прета), существ ада (нарака)[3];
- сфера форм (санскр. рупа-дхату) — тонкий план существования, соответствующий первым четырем дхьянам[2]; этот уровень бытия населен богами (дэва), тела которых состоят из тончайшей светоносной субстанции, позволяющей им испытывать возвышенные ментальные состояния[3];
- сфера не-форм (санскр. арупа-дхату) — план существования, соответствующий пребыванию в четырех высших состояниях сосредоточения (самапатти)[2]; в этом состоянии пребывают боги (дэва) сферы не-форм, не имеющие ни физических, ни ментальных тел, и представляющие собой чистые сознания[3].

Каждая из этих трёх сфер подразделяется на миры, которых 32. Буддийский философ и комментатор текстов Буддхагхоса в «Висуддхимагге», рассматривая тридхату, пишет о 1000 миров «со своими солнцами и лунами». Данные многочисленные миры являются результатом кармического опыта существ, разнообразие которого стремится к бесконечности.

## История
Деление Вселенной на три мира восходит ещё к брахманической религиозной традиции. В ней, однако, Вселенная делилась на четыре региона (мира), она помимо перечисленных включала в себя ещё и вечную светящуюся эссенцию (акаша).